# 安治川発電所
安治川発電所（あじがわはつでんしょ）は、かつて大阪市福島区野田1丁目・4丁目に存在した石炭火力発電所である。発電所出力は最大で3万4000キロワット。
大阪電灯が建設した安治川西発電所と安治川東発電所を前身とする。前者は1910年（明治43年）、後者は1914年（大正3年）に運転を開始。1923年（大正12年）の大阪電灯解体に伴い西発電所は大阪市電気局、東発電所は大同電力へと分割継承された。後に双方とも日本発送電へ出資され、大阪市が更新した設備（出力1万6000キロワット）のみ関西電力へと継承されて1964年（昭和39年）まで運転された。

## 歴史

### 大阪電灯時代
1889年（明治22年）に開業した大阪市の電力会社大阪電灯では、その電源として西道頓堀や中之島に火力発電所を建設していたが、明治の末期になると設備が老朽化し、形式も多種多様であったため多額の経費を要する状態となった。このため市内に散在する旧式発電所を整理し、折からの需要増加に対応する大容量発電所を建設するという計画が立てられた。この新発電所建設にあたり、初め市外の鷺洲町が候補地とされたが、石炭運搬や用水の利便性を考慮して市内安治川上通2丁目（当時）が選ばれた。
こうして建設されたのが安治川西発電所である。発電所の規模は3000キロワット発電機5基体制とされ、1908年（明治41年）6月に発電所新設許可・工事施工認可を申請し翌1909年（明治42年）4月許認可を得て着工、1910年（明治43年）8月にまず1・2号発電機が運転を開始する。その後同年10月3号機、翌1911年（明治44年）6月4・5号機がそれぞれ運転を開始して竣工した。
続いて同一敷地内に5000キロワット発電機4基からなる安治川東発電所の建設が計画された。立案後に宇治川開発を手掛ける宇治川電気との間で電力購入契約が締結されたため、実際には規模が当初計画の半分、5000キロワット2基体制に縮小されている。1913年（大正2年）3月に着工、翌1914年（大正3年）4月に竣工した。
1916年（大正5年）になり、宇治川電気や阪神電気鉄道に対する各1万キロワットの電力供給が決定したため、大阪電灯では安治川東発電所に1万2500キロワット発電機2基を増設する計画をまとめ、同年6月に当局の許認可を得た。増設分のうち1基を春日出第一発電所へ振り向けたため1台のみの増設工事を進めるが、第一次世界大戦の影響で国外メーカーに発注した主要機器が到着しなくなり、工事は停滞した。送電期日の関係からやむなく資金を二重投下して国内メーカーより機器を調達し、1917年（大正6年）11月に増設工事を完成させるが、試運転の段階から機器の稼働状態は不完全であった。それでも送電期日が過ぎているため1918年（大正7年）3月から使用を開始したが、燃焼が不十分で予定の倍以上の石炭を消費する上に故障が頻発した。このように需要急増の最中に発電力増強が遅滞したため電力不足が発生するに至り、これまで故障なく稼働していた西発電所についても保守不十分となって故障が頻発するようになった。
その後1920年（大正9年）11月に東発電所の改良工事が竣工して稼働状況は正常化された。また1921年（大正10年）2月より西発電所でも微粉炭燃焼装置を設置するなどの改良工事が施工され、旧来よりも良好な成績となった。

### 大阪市営安治川発電所

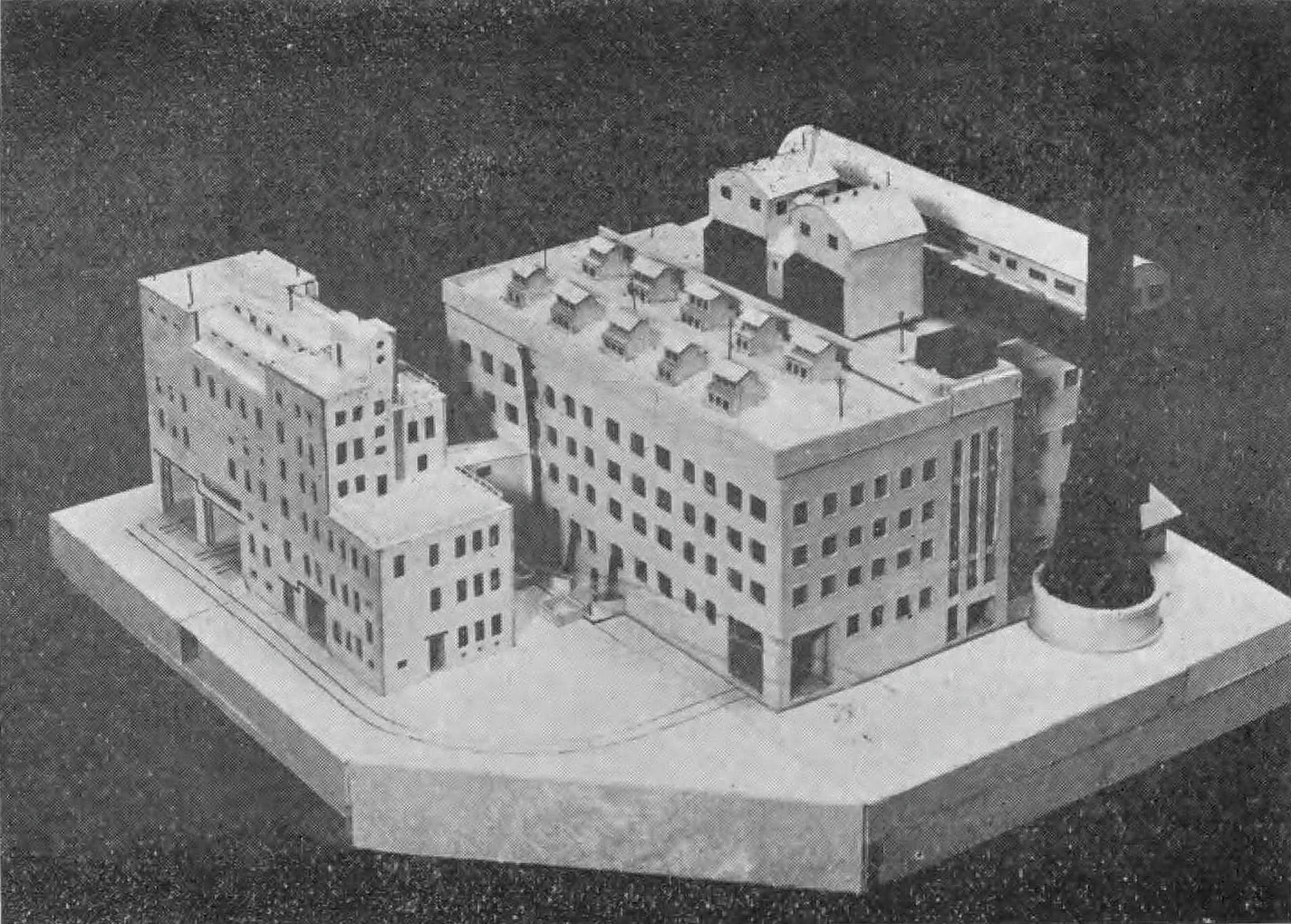
新発電所の模型

1923年（大正12年）10月1日、大阪電灯の供給事業のうち大阪市内ならびに東成郡・西成郡の部分が大阪市に買収され、市営電気供給事業に内包された。市営化に際し、発電所の買収範囲について会社と市で議論があったが、結局市は安治川西発電所のみを大阪電灯から継承した。こうして大阪市に引き継がれた安治川西発電所は大阪市営「安治川発電所」として、元々市が持っていた九条第一・第二発電所とともに運転された。
市営供給事業では電源は購入電力が中心であったが、高価な購入電力を効率よく利用するため、3つの市営発電所は冬季の需要ピーク時に負荷（尖頭負荷）を受け持つ尖頭負荷発電所として運用された。市営化時、安治川発電所は旧式化して石炭消費量が多く不経済なものとなっていたが、冬季には全力を挙げて運転されたという。1926年度に市営化後の最大値となる年間498万6210キロワット時の発電を行ったが、翌年度から急に稼働が少なくなり、1929年度に年間17万6620キロワット時を発電したのを最後に稼働実績がなくなった。
1931年（昭和6年）になり、市は旧発電機5台を新鋭の大型発電機1台に置き換える計画を立て、当局に申請したが、当時の逓信省は火力統制の方針をとっておりしばらく許可せず、4年後の1935年（昭和10年）11月になって許可を与えた。1936年（昭和11年）7月に施工許可が下りたが、旧発電所の取り壊しに手間取り、実際の着工は1937年（昭和12年）春にずれ込んだ。1年8か月後の1938年（昭和13年）12月に新発電所は運転を開始し、翌1939年（昭和14年）5月に予備のボイラー1缶も完成して竣工した。
安治川発電所は大阪市内の北西寄りにあり市街地の風上になりやすいという立地のため、新発電所では環境対策がいくつか盛り込まれた。具体的には、コットレル式電気集塵機を設置する、良好な燃焼状況を保つボイラー設計を採用する、過負荷による黒煙発生を防止するためボイラーの出力に余裕を持たせる、などが挙げられる。

### 大同電力安治川発電所

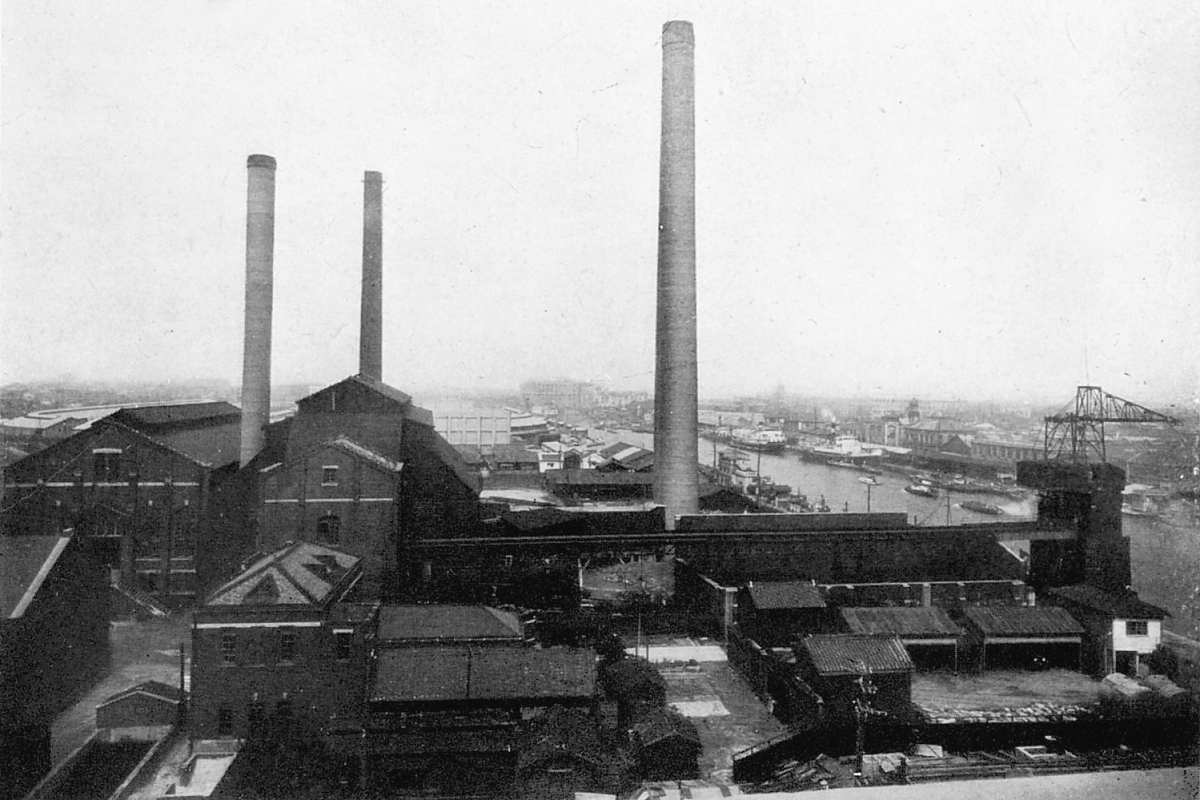
大同電力時代の安治川（東）発電所

1923年10月に大阪電灯の事業の一部が大阪市に買収された際、買収範囲から外れた堺市など大阪府中部における供給事業は大同電力に継承された。発電所についても、市が買収しなかった安治川東・春日出第一・春日出第二の3発電所を大同電力が買収している。うち安治川東発電所は、大同電力「安治川発電所」として運転が継続された。
大同電力安治川発電所では、市営安治川発電所とは異なり大きな改造はなされていない。逓信省電気局の資料によると、1925年度の稼働実績は計499時間・総発電量276万9465キロワット時、1936年度の稼働実績は計985時間・総発電量1101万1200キロワット時であった。

### 日本発送電・関西電力時代
1938年（昭和13年）8月、電力国家管理実施に伴い大同電力は日本発送電への設備出資命令を受命する。対象設備には安治川発電所も含まれており、翌1939年（昭和14年）4月1日付の日本発送電設立とともに同社へ引き継がれた。一方、大阪市営安治川発電所については当時工事中であったので1941年（昭和16年）11月になって出資命令が出され、1942年（昭和17年）4月1日付で移管された。
日本発送電への継承時、発電所認可出力は旧大同電力発電所分が1万8000キロワット、旧市営発電所分が1万6000キロワットであった。また継承時、前者は改めて「安治川東発電所」として運転されたが、3年後の市営発電所継承時に東西を統合し「安治川発電所」として一体化された。従って日本発送電安治川発電所の認可出力は3万4000キロワットとなった。しかし1945年（昭和20年）3月、前者の設備は比較的遊休であるとして太平洋戦争下の設備供出のため廃止となり、タービン発電機2基・ボイラー14缶は日本軽金属へ、ボイラー8缶は四日市の第2海軍燃料廠へと移設された。
戦後1951年（昭和26年）5月1日に電気事業再編成が実施され、安治川発電所は認可出力1万6000キロワットで関西電力へと引き継がれた。関西電力の時代になると、大容量・高性能の新火力発電所が続々と建設されるようになり、15万6000キロワット発電機が相次いで竣工、1963年（昭和38年）には姫路第二発電所に25万キロワット発電機が出現する。その反面、関西電力発足当初から運転された旧式発電所の廃止が相次ぎ、1964年（昭和39年）4月1日、安治川発電所も木津川・堺・尼崎東の3発電所とともに廃止された。

## 設備構成

### 西発電所旧設備
大阪電灯が設置した安治川西発電所設備の概要は以下の通り。
- 建物 ： 平屋建て煉瓦造・1062.1坪
- ボイラー ：
  - 設置数 ：19缶
  - 汽圧 ： 160 lb/in2 (11.2 kg/cm2)
  - 蒸発量 ： 平均18,900 lb/h (8.6 t/h)
  - 加熱面積 ： 5,346 ft2 (497 m2)
  - 燃焼方式 ： ストーカー焚き（鎖火格子給炭機設置）
  - 製造者 ： バブコック・アンド・ウィルコックス (B&W)
- タービン発電機 ：
  - 設置数 ： 5台
  - タービン形式 ： パーソンズ式単流タービン
  - 発電機形式 ： 三相交流発電機
    - 容量 ：3,000 kW
    - 力率 : 100 %
    - 電圧 ： 11,000 V
    - 回転数 ： 1,200 rpm
    - 周波数 ： 60 Hz

  - 製造者 ： ウェスティングハウス・エレクトリック

### 西発電所更新設備
大阪市営時代の1938年12月に更新された安治川（西）発電所設備の概要は以下の通り
- ボイラー ：
  - 設置数 ：3缶
  - 形式 ： CTM型ボイラー（2缶）またはセクショナル型（1缶）
  - 汽圧 ： 33 kg/cm2
  - 汽温 ： 430 °C
  - 蒸発量 ： 48 t/h
  - 伝熱面積 ： 1,036 m2
  - 燃焼方式 ： ストーカー焚き
  - 製造者 ： B&W（2缶・1938年3月製造）・三菱重工業（1缶・1937年9月製造）
- タービン発電機 ：
  - 設置数 ： 1台
  - タービン形式 ： ツェエリー式衝動タービン[8]
  - タービン段数 ： 2段
  - 発電機容量 ：18,750 kW
  - 発電機力率 : 80 %
  - 発電機電圧 ： 11,000 V
  - 発電機回転数 ： 3,600 rpm
  - 発電機周波数 ： 60 Hz
  - 製造者 ： 三菱重工業・三菱電機（1938年1月製造）

### 東発電所初期設備

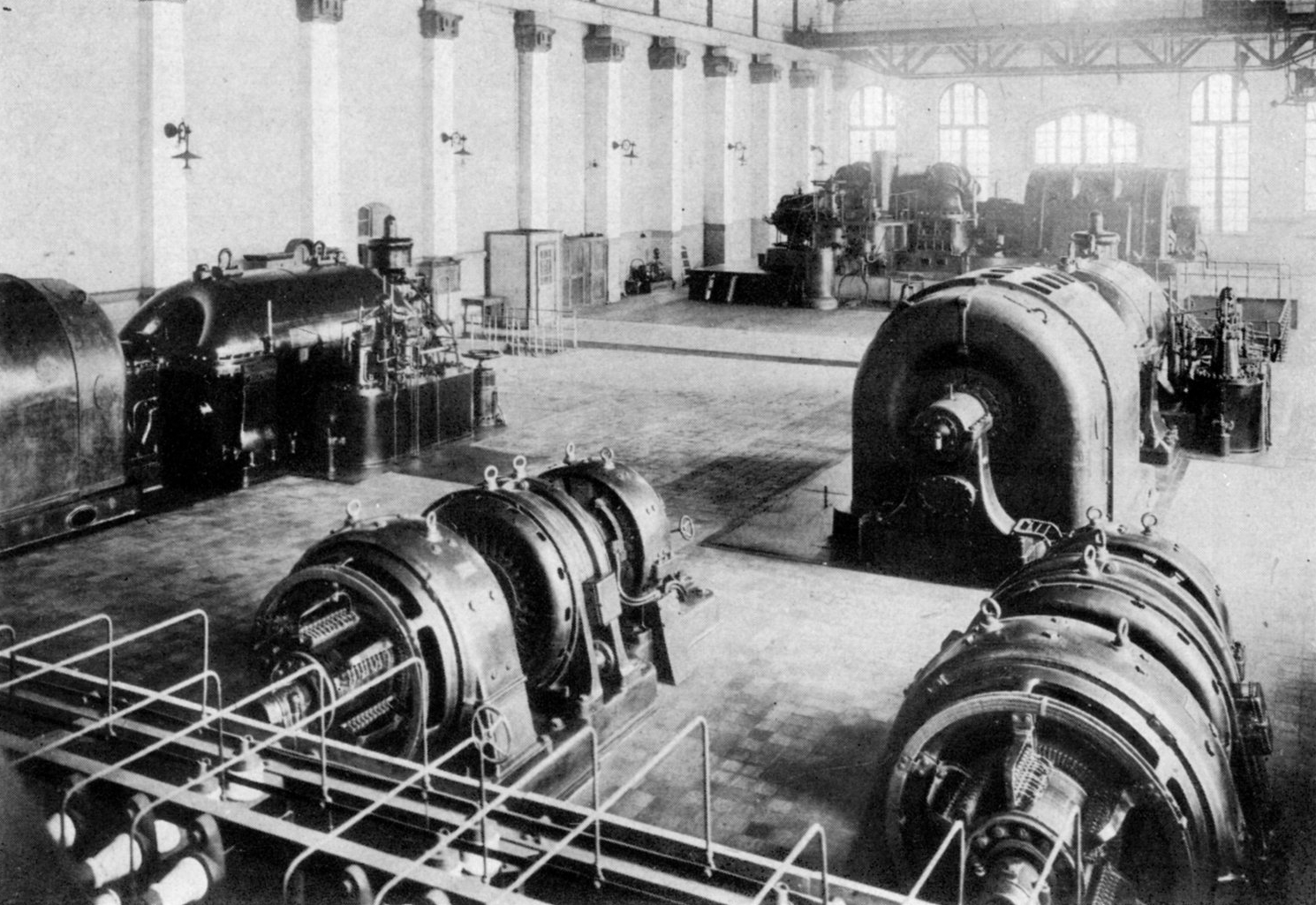
東発電所の内部

大阪電灯が設置した安治川東発電所設備のうち1914年建設分の概要は以下の通り。
- 建物 ： 平屋建て煉瓦造・1038.3坪
- ボイラー ：
  - 設置数 ：14缶
  - 形式 ： B&W型水管ボイラー
  - 汽圧 ： 11.2 kg/cm2 (160 lb/in2)
  - 汽温 ： 220 °C
  - 蒸発量 ： 8.6 t/h (18,900 lb/h)
  - 加熱面積 ： 497 m2 (5,346 ft2)
  - 燃焼方式 ： ストーカー焚き（鎖火格子給炭機設置）
  - 製造者 ： バブコック・アンド・ウィルコックス (B&W)
- タービン発電機 ：
  - 設置数 ： 2台
  - タービン形式 ： パーソンズ式複流タービン
  - 発電機形式 ： 三相交流発電機
    - 容量 ：5,000 kW
    - 力率 : 100 %
    - 電圧 ： 11,000 V
    - 回転数 ： 1,800 rpm
    - 周波数 ： 60 Hz

  - 製造者 ： ウェスティングハウス・エレクトリック

### 東発電所増設設備
大阪電灯が設置した安治川東発電所設備のうち1917年増設分の概要は以下の通り。
- ボイラー ：
  - 設置数 ：8缶
  - 形式 ： B&W型水管ボイラー
  - 汽圧 ： 15.8 kg/cm2 (225 lb/in2)
  - 汽温 ： 316 °C
  - 蒸発量 ： 12.7 t/h (28,000 lb/h)
  - 加熱面積 ： 574 m2 (6,182 ft2)
  - 燃焼方式 ： ストーカー焚き（下込給炭機設置）
  - 製造者 ： バブコック・アンド・ウィルコックス (B&W)
- タービン発電機 ：
  - 設置数 ： 1台
  - タービン形式 ： 三菱パーソンズ式混式複流タービン
  - 発電機形式 ： 三相交流発電機
    - 容量 ：12,500 kW
    - 力率 : 100 %
    - 電圧 ： 11,000 V
    - 回転数 ： 1,800 rpm
    - 周波数 ： 60 Hz

  - 製造者 ： 三菱長崎造船所